# Aricia issekutsi
Aricia issekutsi är en fjärilsart som beskrevs av Balogh 1957. Aricia issekutsi ingår i släktet Aricia och familjen juvelvingar. Inga underarter finns listade i Catalogue of Life.